# Пеше, Гаэтано

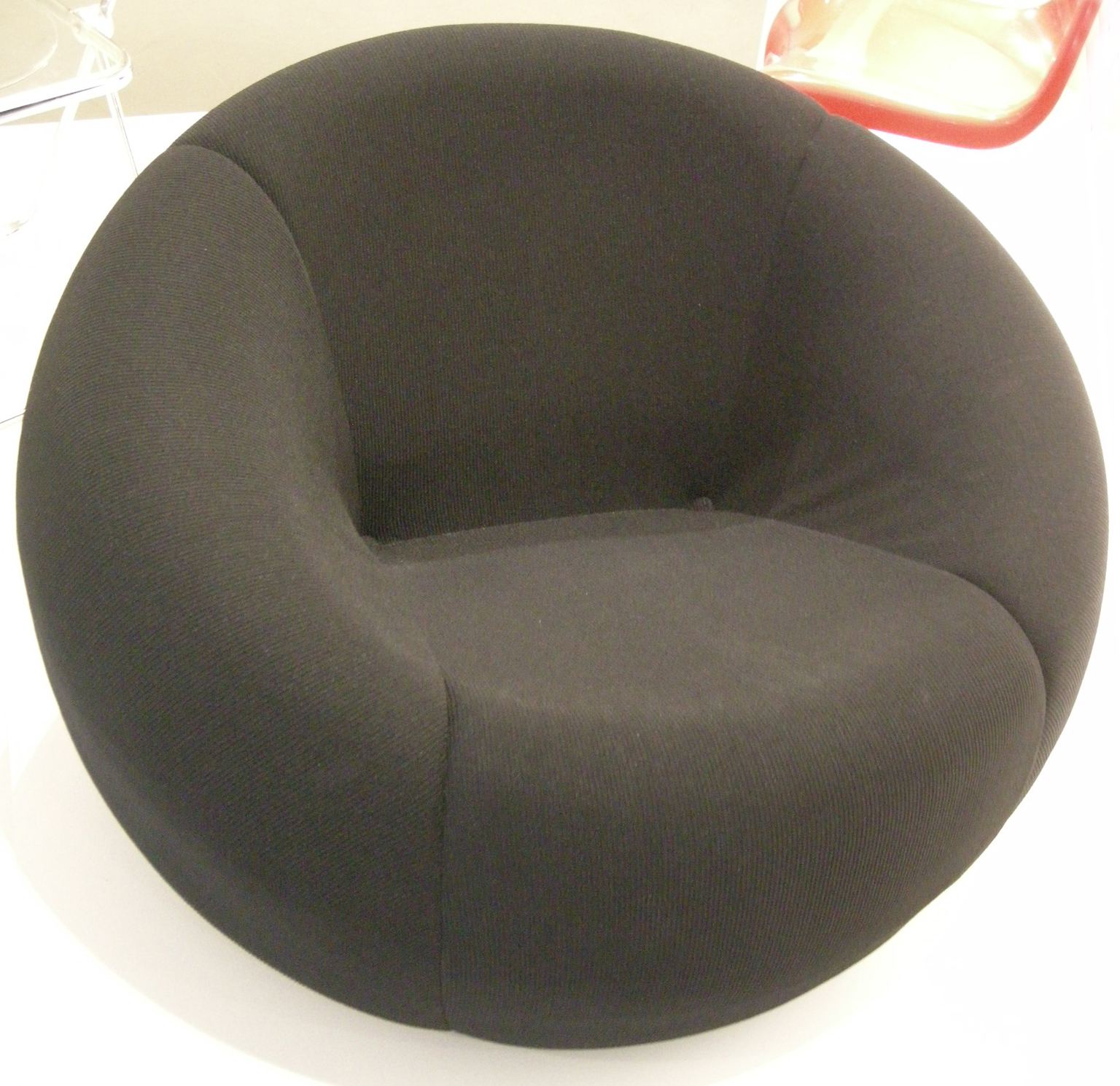
Up chair, 1969

Гаэтано Пеше (итал. Gaetano Pesce; 8 ноября 1939[…], Специя, Лигурия — 3 апреля 2024[…], Нью-Йорк, Нью-Йорк или Манхэттен, Нью-Йорк) — итальянский художник, архитектор и дизайнер, один из самых ярких и последовательных представителей артдизайна, основоположник «эмоционального» и «поведенческого» дизайна.

## Биография
В 1959—1965 годах Гаэтано Пеше изучал архитектуру и промышленный дизайн в Университете Венеции. С 1962 года занимался успешным проектированием мебели (для компаний Cassina, B&B Italia, Bernini, Meritalia и других). Первой работой дизайнера, имевшей оглушительный успех, стало популярное кресло UP 5 (B&B Italia), напоминающее своими очертаниями тело женщины и ставшее одним из символов эпохи поп-арта. Шар, привязанный нитью к креслу, служит пуфом для ног и одновременно является символом несвободы. Изготовленные целиком из полиуретана без какой либо жёсткой конструкции, кресла UP упаковывались под давлением и поступали к потребителю в сплющенном виде. После вскрытия упаковки кресла принимали задуманную Пеше форму.
С середины 1970-х годов Пеше, уже признанный во всём мире авторитет, фактически покидает Италию, бывая в ней лишь наездами. Пеше много преподает, активно занимается архитектурным, главным образом концептуальным (конкурсным) проектированием. В начале 1980-х годов Пеше создает в Нью-Йорке собственное дизайн-бюро. В своих проектах этого периода дизайнер обыгрывает пластическую тему взаимных переходов аморфности, биоморфности, архитектоничности. Среди наиболее известных работ такого рода — стул «Голгофа», изготовленный из стекловолокна с пропиткой синтетическими смолами (1972); кресло «Далила» (1980), положившее начало целой серии кресел и стульев из синтетических смол; серия кресел «Фельтри» (1989), изготовленных из войлока с синтетической пропиткой. В 1996 году дизайнер был удостоен ретроспективной выставки работ в Центре Помпиду в Париже и опубликовал каталог «Les temps des questions».
Среди известных архитектурных проектов Гаэтано Пеше — реконструкция завода FIAT в Турине, Дом для детей в Парке де Ля Виллет в Париже (1985, Франция), Органическое здание в Осаке (1993, Япония), арт-галерея Мурманс в Кнокке-Зут (1994, Бельгия), проект реконструкции WTC в Нью-Йорке (2002, США).
Дизайнер неоднократно бывал в Москве и Санкт-Петербурге с лекциями на тему дизайна и архитектуры.
9 июня 2016 года проводил мастер-класс в Баку (Азербайджан).
Жил и работал в Нью-Йорке.
Умер вечером 3 апреля 2024 года в Нью-Йорке в возрасте 84 лет.